# Internet Relay Chat
Internet Relay Chat (IRC), представља комуникациони сервис на интернету (енгл. to chat — „ћаскати”). IRC је настао крајем августа 1988. године на Оулу универзитету у Финској. Творац овог сервиса је Jarkko Oikarinen који је у то време радио на Оулу универзитету као администратор Сун сервера.

## Технички подаци
IRC је отворени протокол који користи TCP и (ретко) SSL, својевремено се користио само порт 6667, док се данас користи распон портова од 6665 до 7000. Корисници могу да приступе IRC сервер-у конектујући клијент на сервер. Постоје бројни IRC клијенти а неки од њих су mIRC, Mibbit, X-Chat итд.

## IRC клијенти
Дуго времена најпопуларнији Windows клијент је био mIRC.
Мали попис бесплатних Windows IRC клијената:
- Visual IRC
- XiRCON
- IceChat

Попис Linux IRC клијената:
- ircII
- BitchX
- X-Chat

## Основне команде
- /join — повежи се на канал. Употреба "/join #<име канала>". Знак тарабе (#) је обавезан. Пример: /join #help
- /query — команда која омогућава приватан разговор (енгл. Private Message). Употреба "/query <nickname>". Пример: /query Swizzle.
- /help — пружа помоћ. Користи се без икаквих суфикса.
- /quit — команда за напуштање сервера. Употреба "/quit <разлог, порука>". Пример: /quit Pozdrav

## Разно
Већ дуго могућа је размена датотека путем ИРЦ-а, понекад се то користи као алтернатива P2P (енгл. peer-to-peer) размени датотека путем интернета.